# Râul Răut
Răutul este un râu în partea centrală a Republicii Moldova. Este cel mai mare afluent al Nistrului și, totodată, cel mai mare râu care izvorăște și curge integral pe teritoriul Basarabiei. Izvoarele râului se află lângă: satul Rediul Mare din raionul Dondușeni, lungimea sa fiind de 286 km. Pe Răut sunt situate orașele: Bălți, Florești și Orhei.

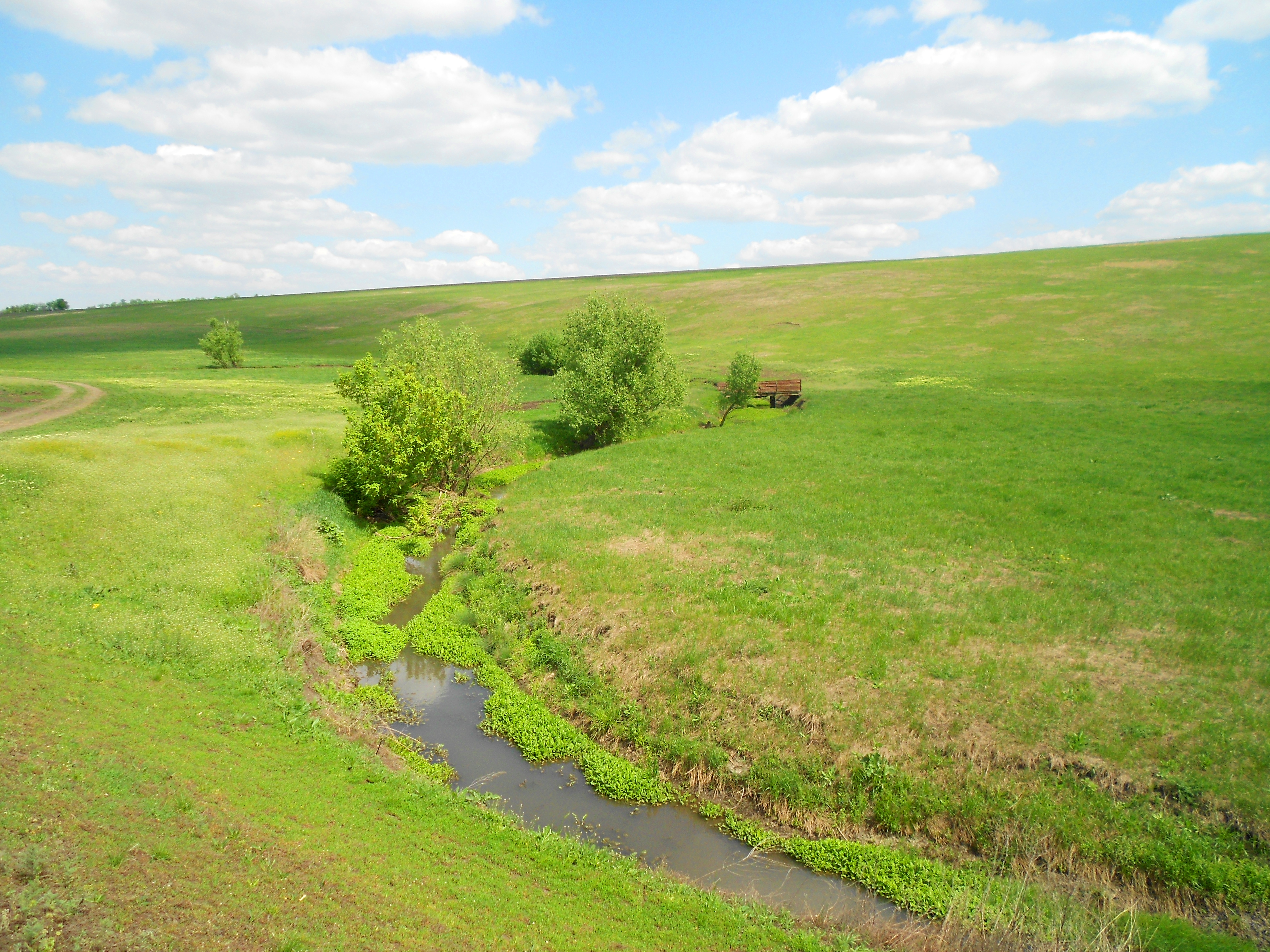
Răutul în cursul superior, lângă Elenovca, raionul Dondușeni

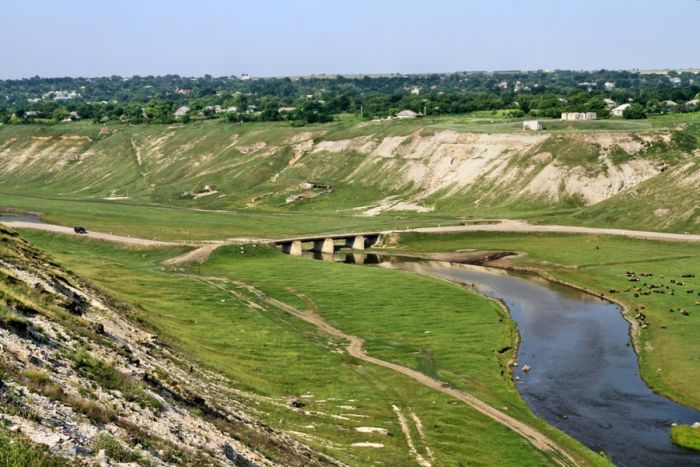
Răutul lângă Ștefănești, raionul Florești

## Date generale
Râul își are obârșia la confluența a două păraie la 2 km spre est de satul Rediul Mare, la altitudinea de 180 m și debușează în râul Nistru de pe malul drept, la 342 km de la gura fluviului, lângă orașul Dubăsari, la altitudinea de 12,00 m. Lungimea râului este de 286 km, suprafața bazinului hidrografic de 7.760 km², diferența de nivel de 168 m și panta medie de 0,59‰.

### Clima
Clima se caracterizează prin veri calde și uscate, ierni blânde și umede. Anual pe suprafața bazinului cad în medie 400-500 mm de precipitații, în anii ploioși (1951, 1955) – 650-700 mm, în anii secetoși (1951) – 320-350 mm. Cele mai multe precipitații revin perioadei calde a anului (aprilie-octombrie). Cuvertura de zăpadă are o grosime de 20-30 cm, ia rezervele de apă din zăpadă constituie 10-30 mm.

### Rețeaua hidrografică
Rețeaua hidrorafică este bine dezvoltată de o formă detritică, cu densitatea medie de 0,48 km/km². În total în bazin există 935 de râuri cu lungimea de 3 720 km, cele mai multe cu o lungime de până la 10 km; 25 de râuri cu lungimea de 10-20 km, 6 râuri cu lungimea de 31-40 km, 3 râuri cu lungimea de 41-50 km, 5 râuri cu lungimea de 51-100 km, Cei mai mari afluenți de pe cursul superior și cel mediu sunt râurile Copăceanca, Cubolta, Căinar, Camenca, Soloneț, Ciucul Mic, iar în cursul inferior (pe ultimii 80 km) Râul primește apele a doi afluenți însemnați  - Cula și Cogâlnic.

## Istorie
În istoriografie, numele acestui râu este atestat în Letopisețul Țării Moldovei de Grigore Ureche și într-un fragment adițional al lui Misail Călugărul prin care se menționează că în anul 1475, pe când Ștefan cel Mare se afla la Vaslui după biruința asupra turcilor la Podul Înalt, i-au venit olăcari (curieri) de la Soroca înștiințându-l: 
|  | cazacii au intrat în țară și pradă. Deci Ștefan Vodă neputând suferi pre neprieteni a-i lăsarea să-i strice țara, ce îndată cu ai săi, cu câți era, i-au căutat a merge, unde s-au și tâmpinat cu acea oaste căzăcească pe Răutu la Grumădzești (astăzi satul Serbești, raionul Florești). Fiindu cazacii în pradă rășchirați și lovindu-i noaptea fără veste, fură biruiți cazacii. |

 Despre unele lupte pe malurile acestui râu scria în cronica sa și Miron Costin :
|  | Răutul servea domnilor Moldovei și ca reper pentru delimitarea unor unități administrativ-teritoriale în ținutul Soroca: Ocolul Răutului, în care intrau sate de pe malul stâng, (în temei, din actualul raion Florești), și Ocolul de peste Răut, (cuprinzând localități de pe malul drept din actualele raioane Sângerei și Florești), precum și târgul Bălți. |

Râul Răut a reprezentat un interes deosebit pentru militarii ruși, care, după 1812, au cercetat valea lui, trecând-o și pe hărțile topografice ale statului-major al armatei ruse. Iată ce scria Zamfir Arbore în „Dicționarul geografic al Basarbiei” comentând acele hărți :
|  | Răutul, râu, în jud. Soroca, Bălți și Orhei. Formează un bazin special, care ocupă partea de mijloc a Basarabiei de la N., dând acestei părți un caracter special. Izvoarele sale sunt în jud. Soroca, de lângă satul Rediul Mare (actualmente raionul Dondușeni – n.a.). Aici, de prin hârtoapele văii Rădiul Mare, se adună apele acestui râu, care apoi străbat o întindere de peste 200 de verste, revărsându-se în Nistru, lângă satul Ustia, în dreptul târgușorului Dubăsari. Din stânga râul primește râulețele Cubolta, Căinar, Camenca, Dobrușa, Sagala, Cohîlnic și Brizincea; din dreapta – Copăceanca, Răuțel, Soloneț, Ciuluc, Cula, Vatici și Ivancea. Afluenții din stânga curg aproape paralel Răutului, împresurați de niște văi adânci și despărțiți de înălțimi. Afluenții din drapta întâlnesc Răutul aproape perpendicular, văile lor sunt largi, ca și valea Răutului, și acoperite cu mlaștini și bălți. Râul Răut, în cursul său, formează multe mlaștini mari [...] Pe valea Răutului sunt și multe heleșteie. Solul acestei văi posedă sedimente de sare. [...] începe de lângă satul Scăieni, unde se unește cu văile Dondușeni, Rădiul Mare și a treia vale fără nume special. Până la Bălți valea Răutului are direcțiunea S-E. Iar de aici se îndreaptă spre E. Până la satul Gura Camencii, avînd o lungime de peste 35 km, după harta statului-major rus; apoi, până la satul Căzănești, merge spre S-E. De la acest sat și până la satul Ustia de pe malul Nistrului, valea are o lungime de 90 km [...] În valea Răutului se află 67 sate, 2 orașe și 4 colonii evreiești [...] La Scăieni, unde e capul văii, înălțimea locului e de 72 stânjeni de-asupra nivelului mării de pe harta statului-major rus, iar lângă Orhei de abia 18 stânjeni deasupra nivelului mării. |

Cât despre hidronimul Răut, doctorul abilitat în filologie, specialist în toponimie și hidronimie Ion Dron specifică:
|  | Hidronimul coboară la un termen (variativ est-indoeuropean târziu) raut cu înțelesul de „rîu”. Numele Răut este moștenit de românofoni din substratul daco-getic fără vreo filieră slavă (cuvântul slav revet’ în tratarea provenienței Răutului ține de domeniul fanteziei) chiar dacă ar fi cazul să presupunem și să admitem că daco-geții ar fi însușit termenul raut din graiurile sarmanților, pătrunși efectiv în Moldova după înfrângerea dacilor de către romani în anii 105–106. |

## Bazinul hidrografic

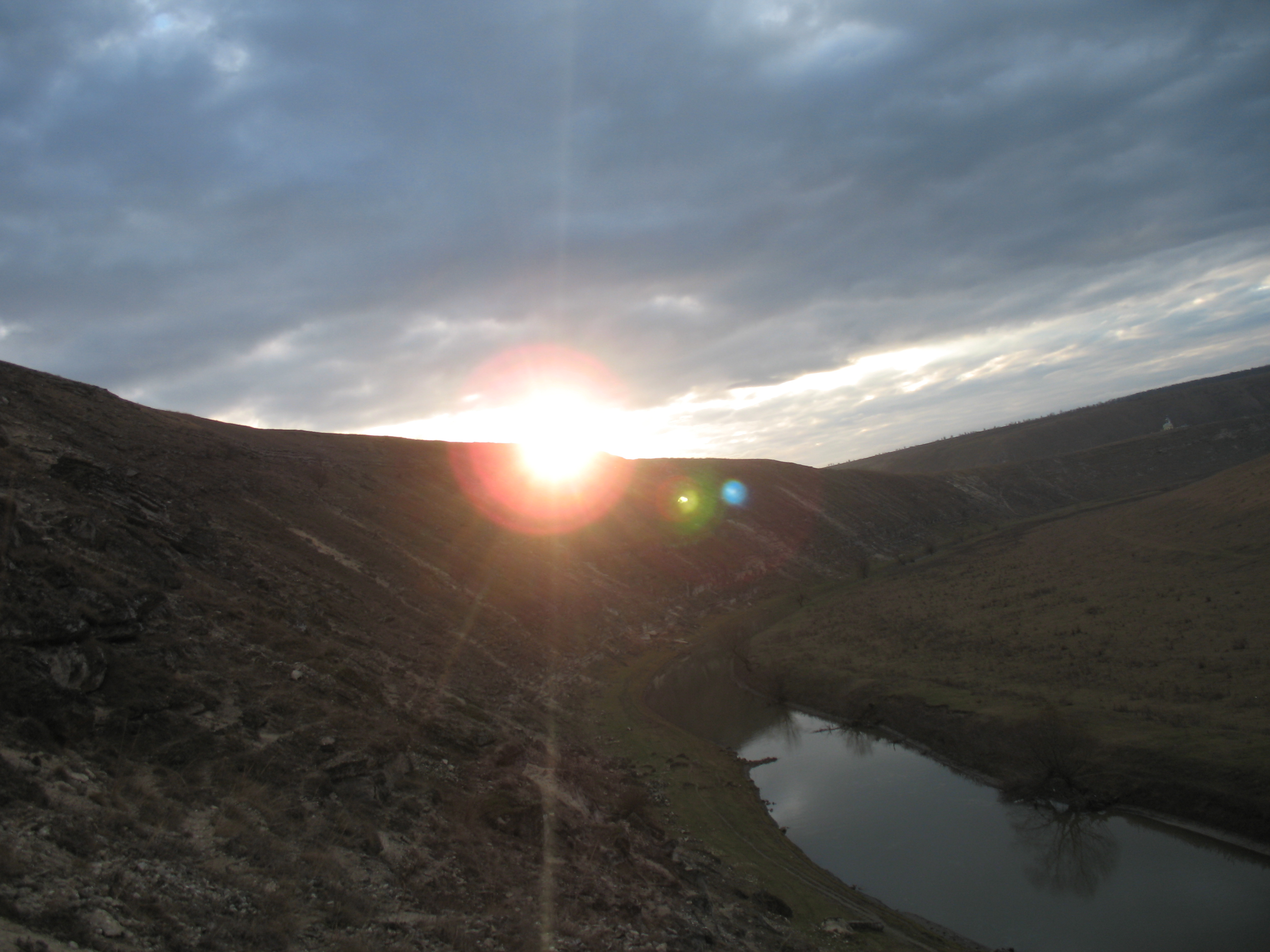
Răutul lângă Butuceni

Bazinul râului ocupă o parte considerabilă a Podișului Nistrului și a Podișului Moldovei Centrale. Are forma de pară, cu lungimea de cca 190 km, lățimea medie de 41 km, maximă – 65 km (în partea centrală). Cumpenele de apă bine exprimate trec pe vârful dealurilor cu altitudinea de 230-388 m. Suprafața bazinului este de câmpie, puternic dezmembrată de vâlcele și ravene dese, care deseori au forma de canion. Partea superioară a bazinului, în limitele Podișului Moldovei de Nord și ale Câmpiei Cuboltei, are altitudini de 150-250 m. Cele mai mari altitudini sun pe afluentul Cula, unde ating cote de 250-300 m. La temelia bazinului se află roci nisipoase, cretă, marnă din perioada cretacică, acoperite cu un strat de roci calcaroase și lutoase de origine tortoniană. Cuvertura tortoniană este prezentată de argile loessoidale și luturi. Solurile sunt cernoziomice, iar pe sectoarele mai înalte – cenușii de pădure. În cea mai mare parte bazinul este valorificat sub terenuri arabile, cu excepția a 3,2% din suprafață, acoperită de păduri de foioase, predominant stejar și carpen. Terenurile înmlăștinite, care se întâlnesc doar în luncile râurilor, ocupă cca 0,8% din suprafața bazinului.

## Lacurile de acumulare
Lacuri naturale în bazin practic nu există, iar lacurile de acumulare ocupă doar 0,2% din suprafața totală a acestuia. Nemijlocit în albia Răutului sunt construite două lacuri de acumulare – Florești, care funcționează și în prezent, și Căzănești, al cărui baraj este avariat. Lacul de acumulare Florești se întinde de la satul Prajila până la orașul Florești. Barajul de aici este într-o stare satisfăcătoare, lacul însă este forte colmatat, pe alocuri înmlăștinit, mai cu seamă în cursul superior. Barajul lacului de acumulare Căzănești a fost conceput și construit pe la mijlocul sec. XX ca o hidrocentrală. Procesul de colmatare rapidă a dus însă la degradarea lacului. În prezent stavilele barajului nu mai funcționează și alături s-a săpat un canal de evacuare a apei din lac, prin care curge râul. 

## Valea râului

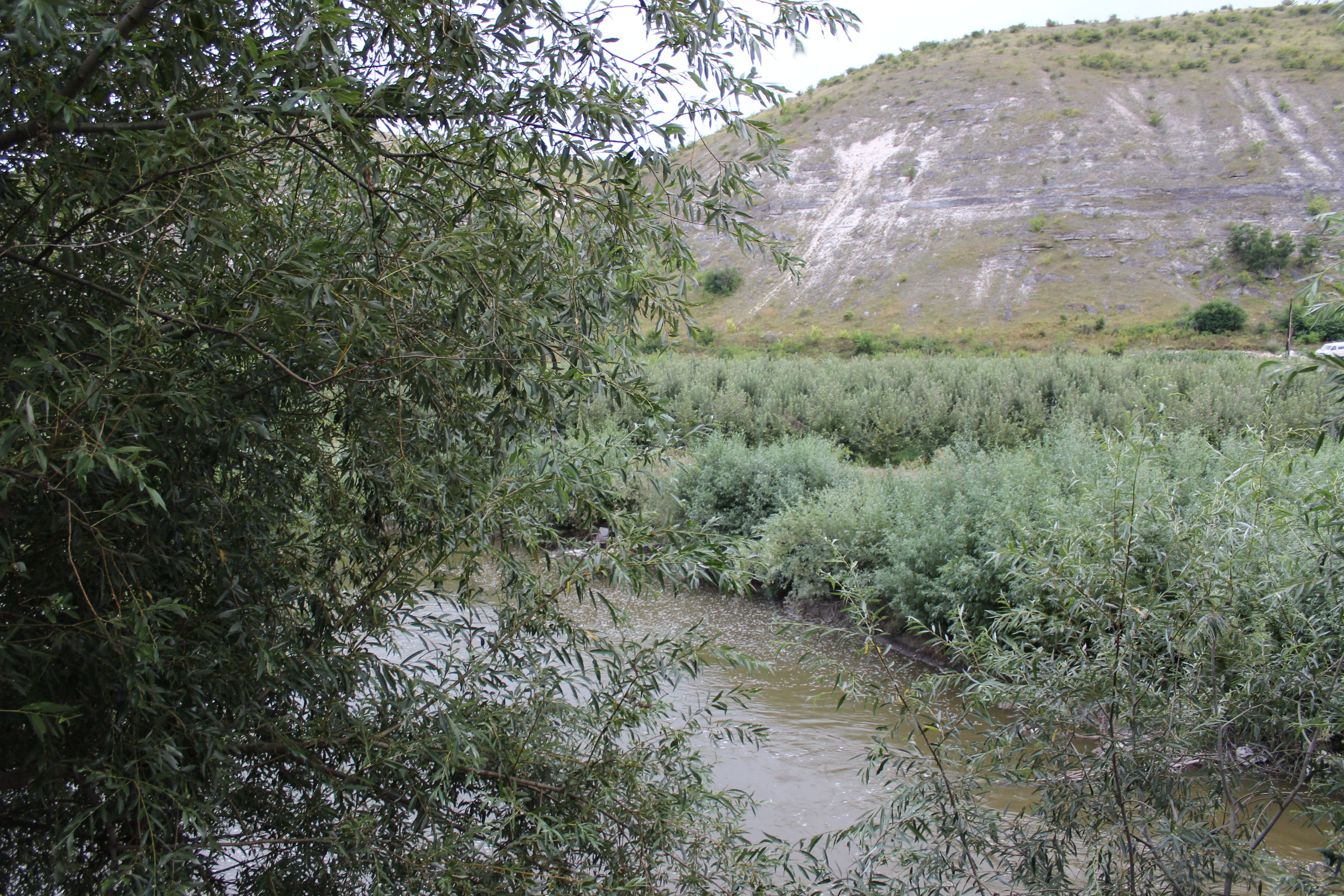
Lunca Răutului

Valea râului este în general slab șerpuitoare, în cursul superior, până la debușarea r. Răuleț, în formă de V, cu lățimea de 1,5-1,0 km, cu patul îngust (0,1-0,2km) și versanți abrupți – 60-90 m înălțime. În cursul mediu ea este predominant în formă de ladă, cu lățimea de 5-10 km, cu versanți abrupți (100-170 m) și foarte abrupți. De la or. Florești și până la s. Ștefănești ea este adânc sculptată în calcare și foarte puternic meandrată. În aval de or. Orhei valea se îngustează până la 1,5-3,0 km în forma de V, cu versanți foarte abrupți (cca 100 m înălțime) și până la gura râului este extrem de șerpuitoare. În cursul superior și cel mediu ale râului, pe sectoare cu lungimea de până la 2 km, se observă prima terasă cu o lungime de 0,3-1,5-2,4 km, cu treapta domoală, mai rar abruptă, de 2-9 m înălțime și cu o suprafață netedă. Versanții și terasele sunt din roci nisipoase și argilo-nisipoase, predominant valorificați în agricultură, în cursul inferior al râului (în aval de s. Mășcăuți) acoperiți cu păduri de stejar și carpen. Între satele Clișova cu Isacova și la 1 km în aval de or. Orhei sunt frecvente alunecările de teren. Lunca este bilaterală, insulară, prezentă pe ambele maluri, în cursul superior și pe multe sectoare din aval devine îngustă (50-100 m.), uscată, cu vegetație de pajiște, constituită din argile nisipoase. În cursul mediu albia este lată (1,0-1,3 km), predominant înmlăștinită, acoperită cu trestie și rogoz, între satele Mălăiești și Brăviceni prezintă o mlaștină desecată tipică. Suprafața luncii constituită din roci argilo-nisipoase nu este netedă, fiind întretăiată de mulți afluenți, starițe și heleșteie. În perioada apelor mari de primăvară și a viiturilor pluviale este acoperită de un strat de apă cu grosimea de 2-4 m, pe o perioadă de la 2-5 zile până la 3-4 săptămâni. În aval de or. Orhei lunca se îngustează mult, ca urmare a strâmtorii de versanții abrupți ai văii. Albia este puțin șerpuitoare, până la s. Ordășei neramificată; în aval de orașul Orhei se întâlnesc insule de dimensiuni destul de mari amplasate la fiecare 1-5 km, fiind înmlăștinată, acoperite cu stuh și rogoz. De la izvor până la orașul Bălți lățimea râului este de 3-6 m, adâncimea de 0,1-0,5 m, în aval de oraș crește brusc de la 20-60 m până la 200 m la 0,5 km în aval de s. Isacova, iar în aval de or. Orhei și până la gură râul curge printr-o singură albie cu lățimea de 15-70 m. Adâncimile sunt repartizate neuniform: la repezișuri – 0,5 m, în locuri mai adânci – 1,0-2,5 m, lângă satul Ștefănești – 3,5 m. În cursul superior, până la satul Putinești și într-un șir de locuri din cursul inferior al râului, albia este complet acoperită cu vegetație de stuf și rogoz, în restul cursului vegetația se întâlnește doar la maluri. Patul albiei este neregulat, mâlos, la repezișuri și în cursul inferior al râului cu prundiș și nisip, deseori pietros. Malurile sunt abrupte având înălțimea de 0,5-1,0 m, în multe locuri cresc până la 2-4 m și se contopesc cu versanții văii. Malurile sunt constituite din argile nisipoase, până la s. Ordășei înierbate, în aval de sat cu desișuri de arbuști. 

## Regimul hidrologic

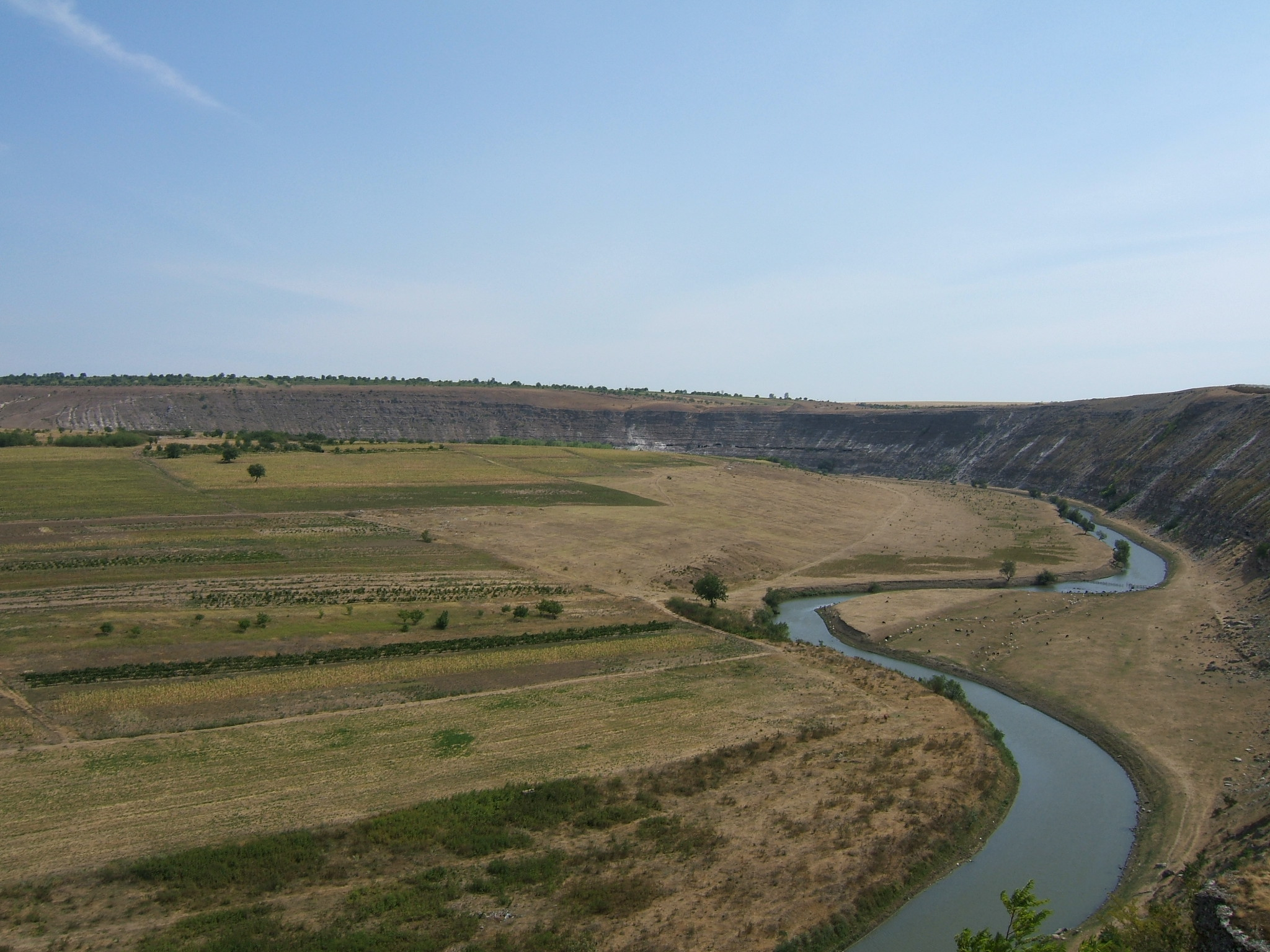
Meandru

Observațiile aspra regimului hidrologic se efectuează la posturile hidrometrice Bălți (1940-prezent), Florești (1928-1962), Căzănești (1945-1980), Jeloboc (din 1923 până în prezent). Materialele observațiilor sunt publicate în edițiile respective ale CSA. Râul Răut face parte din râurile cu alimentare mixtă. Nivelurile de apă se caracterizează prin ape mari de primăvară înalte, o serie de viituri pluviale, care uneori depășesc înălțimea apelor mari de primăvară, și oscilații mari de nivel iarna, rezultat al moinelor. Asupra regimului hidrologic al nivelurilor își lasă amprenta de atenuare lacurile de acumulare. Apele mari de primăvară, de regulă, încep la sfârșitul lunii februarie. Durata lor constituie în medie 36 de zile, durata maximă – 66 de zile (în anul 1972), minimă – 14 zile (anul 1993). Intensitatea creșterii nivelurilor de apă este de 2,0-3,0 m peste NCA. Nivelul extrem înregistrat a fost de 4,7 m peste NCA. Debitul maxim înregistrat la postul Jeloboc a fost de 419 m³/s (anul 1969). 
În perioada apelori mari de primăvară, râul transportă 27% din scurgerea anuală. Durata propagării undei de viitură în sectorul Bălți-Jeloboc este de 2-3 zile. Viiturile pluviale vara se caracterizează prin creșteri și descreșteri intensive ale elementelor principale ale regimului hidrologic. Durata medie a viiturii este de 16 zile. Durata creșterii la Jeloboc este de 5 zile, iar a descreșterii – 11 zile. Nivelul maxim instantaneu înregistrat aici a alcătuit 5,2 m, iar debitul maxim instantaneu - 449 m³/s. Toamna, în urma ploilor, nivelurile cresc cu 0,3-0,8 m, viituri substanțiale nu se formează. Iarna viiturile provoacă creșteri de nivel cu 0,5-1,5 m peste nivelul de etiaj. Regimul de iarnă este foarte instabil, fiind condiționat de moinele frecvente, uneori însoțite de ploi. Primele formațiuni de gheață (gheață la mal) apar la sfârșitul lunii noiembrie, în unii ani menținându-se toată iarna. Toamna scurgerea sloiurilor de gheață este un fenomen foarte rar, în cursul inferior aproape că în fiecare an se manifestă năboiul. Podul de gheață se instalează în decembrie. Procesele de formare a gheții se extind pe o durată de o lună și mai mult. Sunt cunoscute și cazuri de acoperire cu gheață a râului în decurs de o noapte (anul 1949, s. Căzănești). Suprafața gheții este netedă, iar grosimea ei, spre sfârșitul iernii, este de 20-25 cm, maximă 45 m. La repezișuri și la locul descărcării apelor subterane se formează ochiuri de apă, care se păstrează toată iarna. Ca rezultat al moinelor, râul deseori se descătușează de gheață, fenomen însoțit de scurgerea sloiurilor de gheață și curățarea completă a albiei. În cazul răcirii timpului, în apa râului iarăși se formează gheață la mal, năboi și sloiuri de gheață, apoi podul de gheață. Succesiunea acestor fenomene poate fi observată de câteva ori pe an. Durata podului stabil de gheață este cca 35 de zile, în iernile grele (1963-1964) – până la 112 zile, iar în iernile foarte blânde (1974-1975) în general lipsește. 

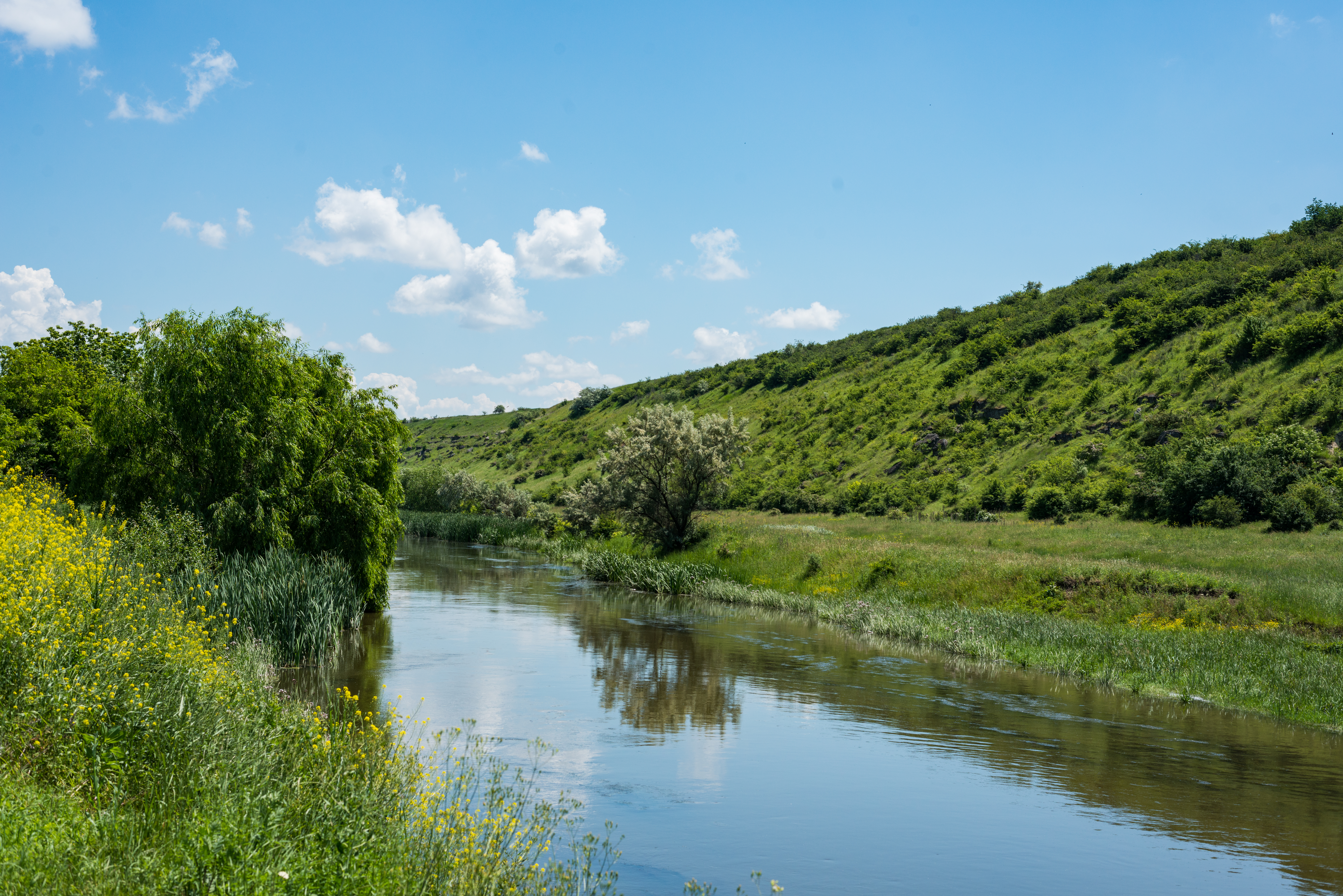
Râul lângă Piatra, Orhei

Râul se eliberează de gheață la sfârșitul lunii februarie; înainte de descătușarea râului de gheață apare apa, începe mișcarea sloiurilor de gheață. În cursul superior râul se dezgheață cu câteva zile mai târziu decât în cursul inferior. Scurgerea straturilor de gheață durează 2-5 zile. Temperatura medie lunară a apei variază de la 0˚C, în lunile de iarnă, până la 20-21˚C vara (iulie, august). Temperatura maximă înregistrată a apei a fost de 32,8˚C (anul 1967). În bazinul râului sunt construite 22 de lacuri de acumulare, cu volum de apă, la moment, de 31,3 mil. m³ și suprafața totală a oglinzii de 1 680 ha. Există și peste 1 000 de acumulări mici de apă (iazuri, heleșteie), majoritatea colmatate, din care cauză și-au pierdut importanța economică. Sunt puternic afectate de fenomenul colmatării rapide și lacurile mari de acumulare. Apa, în special din acumulările de apă, se folosesc pentru irigare, în piscicultură, pentru diferite necesități tehnice. Nu se recomandă folosirea apei r. Răut pentru irigare din cauza mineralizării și durității înalte. Acumulările de apă sunt deosebit de importante sub aspect recreativ. La 1 km aval de s. Jeloboc, la talpa versantului stâng al văii, se află un puternic izvor de apă cu debitul de cca 45 l/s. Apa iese prin fisurile din calcarele sarmațiene, fiind captată și pompată prin țevi pentru alimentarea or. Orhei cu apă potabilă. Monitorizarea calității apei r. Răut pe teritoriul Republicii Moldova se realizează în următoarele posturi: 2 secțiuni – or. Bălți, 2 secțiuni – or. Orhei, 1 secțiune – s. Ustia, unde se colectează probe cu o frecvență de 12 la număr din cele 12 luni ale anului.

## Nivelul de poluare
Nivelul de poluare a apei râului rămâne înalt ca și în anii precedenți la elementele biogene. În toate secțiunile de control s-a înregistrat insuficiența de oxigen dizolvat, precum și variații maxime pentru consumul biochimic de oxigen, care au fost înregistrate în lunile de vară. Pe parcursul anului s-au înregistrat depășiri cu compușii cuprului cu maxime la nivelul de 7,0 CMA în secțiunea or. Orhei din aval și un nivel de poluare înaltă cu produse petroliere, unde peste 50% din probele analizate din toate secțiunile r. Răut depășesc valorile CMA. Concentrațiile medii de fenoli au oscilat în limitele 1,0-2,0 CMA, iar pentru detergenți anioni-activi a fost înregistrată maxima la nivelul de 2,4 CMA în secțiunea din aval de or. Bălți.  Conform valorilor IPA, calitatea apei râului se încadrează în clasele III (moderat poluată) și VI (foarte poluate), iar comparativ cu anii precedenți, s-a îmbunătățit la 2 secțiuni, trecând din clasa de calitate IV (degradată) în clasa III (moderat poluată).

## Vezi și
- Răut (companie)
- Parcului Industrial „Răut”